# The Den
The Den, antes llamado New Den Stadium, es un estadio de fútbol situado en Londres, en la zona industrial del sudeste de Londres. Se encuentra a menos de 500 metros del emplazamiento del antiguo The Den. La zona en la que está construido, en la que antes se encontraban casas, una iglesia y un parque se llamaba Senegal Fields. Tiene una capacidad para 20 146 personas, todas ellas sentadas y es el sexto estadio que utiliza como local el Millwall Football Club.

## Historia
The Den fue el primer estadio que se construyó después del Informe Taylor, tras la Tragedia de Hillsborough. Fue diseñado pensando en el manejo de las masas, facilitando las evacuaciones y haciéndolas cortas y rápidas. El nuevo Den se construyó porque el por entonces presidente del Millwall FC consideraba inviable la reforma del antiguo estadio para eliminar las plazas de pie, haciendo todo el aforo sentado. La idea original era de tener un aforo de entre 25 000 y 30 000 plazas, pero el club no se pudo permitir el coste, teniendo que recurrir a un estadio más pequeño.
Se inauguró el 4 de agosto de 1993, con un partido amistoso entre el Millwall FC y el Sporting de Lisboa, que se saldó con un 1-2 favorable a los portugueses. The Den fue el primer estadio para un equipo profesional construido en Londres desde 1937.

## Gradas
El 20 de enero de 2011, la grada este fue bautizada como Dockers Stand (Grada de los Estibadores), haciendo un tributo a un importante grupo dentro de la masa social del club. La grada sur se llama Cold Blow Lane Stand, que es el nombre de la carretera que llevaba al viejo Den. La grada Norte es para la hinchada visitante y en la grada oeste se encuentra una zona para los familiares de los jugadores, las cabinas de prensa y asientos para directivos.

## Asistencia media
| The Championship - 2010/11: 12 438 | League One - 2009/10 10 835 - 2008/09: 8940 - 2007/08: 8669 - 2006/07: 9452 | The Championship - 2005/06: 9529 - 2004/05: 11 656 | Football League First Division - 2003/04: 10 500 - 2002/03: 8512 - 2001/02: 13 380 | Football League Second Division - 2000/01: 11 442 - 1999/00: 9463 - 1998/99: 6958 - 1997/98: 7022 - 1996/97: 7753 | Football League First Division - 1995/96: 9559 - 1994/95: 7687 - 1993/94: 10 100 |

## Otros eventos
En 1994 tuvo lugar en el estadio una pelea de boxeo entre Michael Bentt y Herbie Hide. El 1 de mayo de 2006 se disputó la final de la FA Cup femenina entre el Arsenal L.F.C. y el Leeds United L.F.C., que ganaron las primeras por 5-0. Además, se han jugado tres partidos internacionales: Ecuador 4–3 Australia (5 de marzo de 2014), Ghana 1–1 Senegal (21 de agosto de 2007) y Jamaica 0–0 Nigeria (11 de febrero de 2009).
También se han disputado partidos benéficos en el estadio.